# Purpurskapania
Purpurskapania (Scapania uliginosa) är en levermossart som först beskrevs av Johann Bernhard Wilhelm Lindenberg, och fick sitt nu gällande namn av Barthélemy Charles Joseph Dumortier. Purpurskapania ingår i släktet skapanior, och familjen Scapaniaceae. Enligt den finländska rödlistan är arten nära hotad i Finland. Arten är reproducerande i Sverige. Artens livsmiljö är källmiljöer.